# Жемчужненский сельский совет (Юрьевский район)
Жемчужненский сельский совет (укр. Жемчужненська сільська рада) — входит в состав
Юрьевского района
Днепропетровской области
Украины.
Административный центр сельского совета находится в 
с. Жемчужное
.

## Населённые пункты совета
- с. Жемчужное
- с. Варламовка
- с. Василевка
- с. Затишное
- с. Катериновка
- с. Кондратовка